# Julia Korkman
Julia Charlotta Korkman, född 3 oktober 1977 i Helsingfors, är en finländsk psykolog och docent i rättspsykologi vid Åbo Akademi. Korkman forskar om minnet i rättsprocesser och hur vittnen kan redogöra för händelser i rättsprocesser. Under åren 2023–2026 är hon även arbetslivsprofessor i rättpsykologi vid Åbo Akademi.
Julia Korkman är dotter till nationalekonomen Sixten Korkman och var dotter till neuropsykologen Marit Korkman. Korkman har uppmärksammats för sin bok Minnets Makt Berättelser från rättssalen.